# 布拉尼什泰亞 (比斯特里察-訥瑟烏德縣)
47°10′00″N 24°04′00″E / 47.1667°N 24.0667°E
布拉尼什泰亞鄉（羅馬尼亞語：Comuna Braniștea, Bistrița-Năsăud），是羅馬尼亞的鄉份，位於該國西北部，由比斯特里察-訥瑟烏德縣負責管轄，面積42平方公里，海拔高度245米，2007年人口3,284，人口密度每平方公里79人。